# Busi Cortés
Busi Cortés   (Ciutat de Mèxic, 28 de juny de 1950 - 21 de juny de 2024) va ser una cineasta, guionista, documentalista i professora mexicana. Va ser la primera dona que va realitzar una opera prima al Centre de Capacitació Cinematogràfica (CCC). Ha realitzat llargmetratges com El secreto de Romelia. Després d'estudiar comunicació a la Universitat Iberoamericana, va ingressar al CCC en 1977. Aquí va dirigir els curtmetratges Las Buenromero (1978), Un frágil retorno (1979) i el migmetratge Hotel Vila Goerne (1981).

## Filmografia
Llargmetratges
- 1988 - El secreto de Romelia. Premi Ariel (millor opera prima), Diosa de Plata (millor opera prima), Premi de Cronistes d'Espectacles de New York 1990 (millor pel·lícula) i Premi Pitirre de Puerto Rico (millor opera prima).[7]
- 1991 - Serpientes y escaleras
- 2005 - Hijas de su madre: Las Buenrostro

Migmetratges
- 1981 - Hotel Villa Goerne
- 1993 - Déjalo ser

Curtmetratges
- 1978 - Las Buenromero
- 1979 - Un frágil retorno

Documentals
- 1992 - Déjalo ser
- 2000 - Paco Chávez Premi José Rovirosa.[8]
- 2010 - La escuela viva
- 2011 - En trazos de vida, Son de Rina y Bustos[9]

Sèries de televisió
- 1984-85 De la vida de las mujeres
- 1994-97 El aula sin muros, medio siglo de tarea
- 1994-97 Retos y respuestas
- 1998-2000 A,B,C, Discapacidad
- 2014 Kipatla (argumentista)